# Konferencja biznesowa

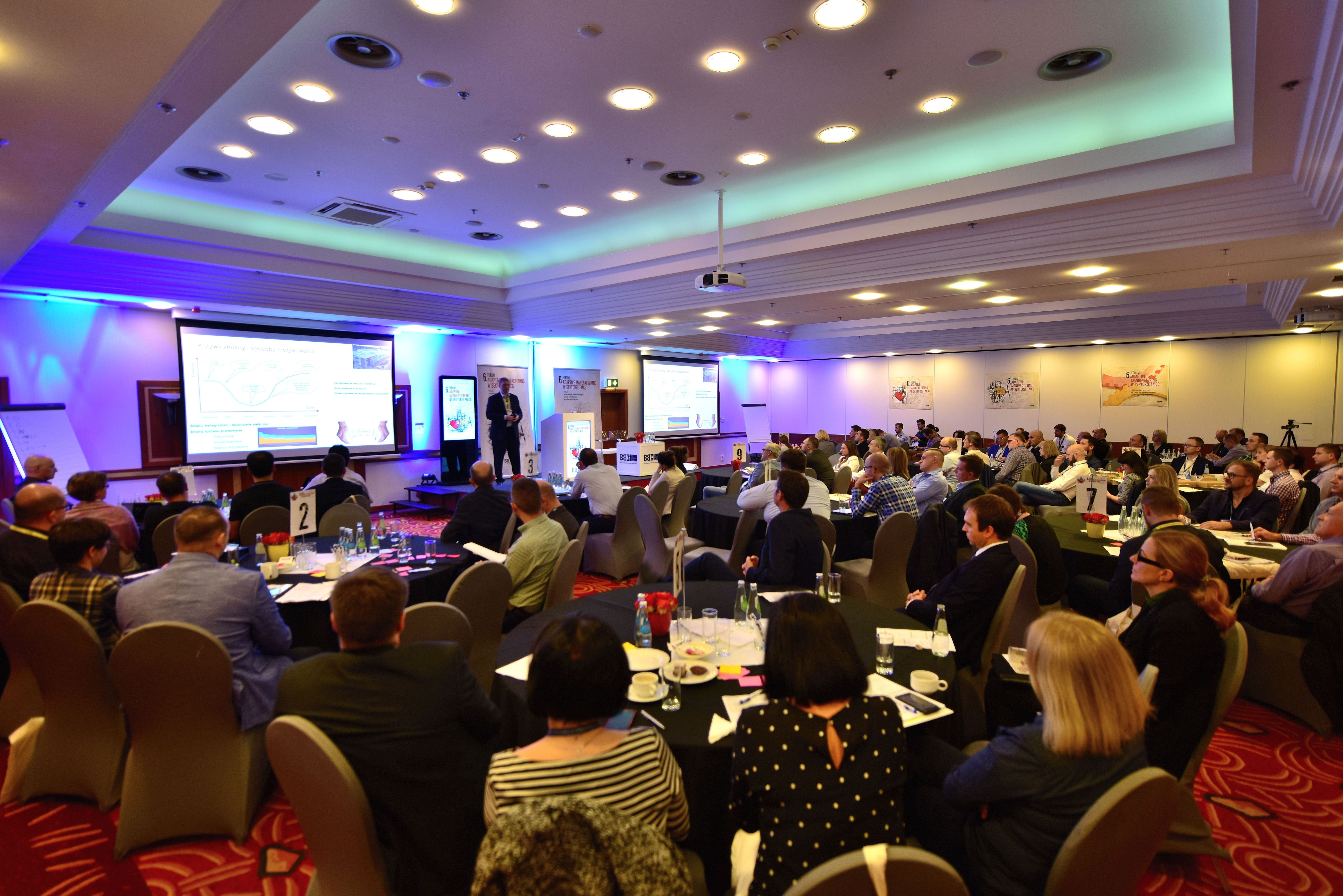
Konferencja biznesowa w Warszawie

Konferencja biznesowa – spotkanie biznesowe poświęcone wymianie informacji i omawianiu zagadnień związanych z działalnością oraz zarządzaniem przedsiębiorstwami.
Organizatorem mogą być stowarzyszenia, przedsiębiorstwa, organizacje non-profit lub osoby indywidualne. Miejscem przeprowadzania są często wyspecjalizowane centra, oferujące usługi hotelowe, konferencyjne i rekreacyjne (np. spa).
W konferencjach bierze udział więcej uczestników niż w szkoleniach.